# 이시이 게이타
이시이 게이타(일본어: 石井 圭太, 1995년 6월 22일 ~ )는 일본의 축구 선수이다.

## 구단 경력
그는 2014년부터 2022년까지 J리그의 요코하마 FC, 이와테 그루자 모리오카에서 활동하였다.